# Maximiliano Bustos
Maximiliano Bustos (San Luis, Provincia de San Luis, Argentina, 5 de enero de 1982) es un exfutbolista argentino que jugaba de mediocampista central. Su primer equipo fue Vélez Sarsfield. En 2019 se terminaría retirando en Estudiantes de San Luis.

## Biografía
Bustos hizo su debut profesional en el 2000 para Vélez Sarsfield. En 2005 formó parte del equipo que ganó el Clausura 2005 del torneo. Hizo más de 150 apariciones en el club.
En 2008 se incorporó a Banfield, donde fue parte del equipo que ganó el campeonato argentino por primera vez en la historia del club, consiguiendo el Apertura 2009 del campeonato en la última jornada de la temporada.
En 2011 pasó a San Martín de San Juan, equipo donde fue titular durante varios años siendo de vital importancia, en especial en su paso por primera. 
Las lesiones lo empezaron a alejar de las canchas , por lo que los primeros días de julio de 2015 rescinde su contrato con San Martín.
En enero del año 2017 se incorporó al Club Sportivo Estudiantes de la Provincia de San Luis para jugar la B Nacional.

## Clubes
Actualizado el 22 de diciembre de 2019.
| Club                    | País      | Año       | PJ  | Goles |
| ----------------------- | --------- | --------- | --- | ----- |
| Vélez Sarsfield         | Argentina | 2000-2008 | 205 | 10    |
| Banfield                | Argentina | 2008-2011 | 64  | 5     |
| San Martín de San Juan  | Argentina | 2011-2015 | 83  | 5     |
| Estudiantes de San Luis | Argentina | 2017-2019 | 59  | 10    |
| Total                   |           |           | 411 | 30    |

## Palmarés
| Título           | Club            | País      | Año      |
| ---------------- | --------------- | --------- | -------- |
| Primera División | Vélez Sarsfield | Argentina | C - 2005 |
| Primera División | Banfield        | Argentina | A - 2009 |